# Frank de Boer
Franciscus (Frank) de Boer (Hoorn, 15 mei 1970) is een Nederlands voetbaltrainer en voormalig profvoetballer. Hij kwam als speler onder meer ruim tien seizoenen uit voor Ajax en ruim vier voor FC Barcelona. Daarnaast speelde hij 112 interlands voor het Nederlands elftal, waarvan hij ook een tijd aanvoerder was. Als coach van Ajax werd hij viermaal op rij kampioen van Nederland. De Boer was van 23 september 2020 tot en met 29 juni 2021 bondscoach van het Nederlands elftal. De Boer is de tweelingbroer van eveneens voormalig profvoetballer Ronald de Boer.

## Loopbaan als speler
De Boer en zijn tweelingbroer groeiden op in Grootebroek. Ze begonnen met voetballen bij de plaatselijke voetbalclub VV De Zouaven. Daar werd hij opgemerkt door Johan Cruijff, die hem op veertienjarige leeftijd naar de voetbalacademie van AFC Ajax haalde.

### Ajax
De professionele voetbalcarrière van De Boer begon in het eerste team van AFC Ajax. Hij debuteerde op 21 september 1988 tegen PEC Zwolle. Ajax verloor daarbij met 4-1. De Boer maakte zijn eerste doelpunt in het profvoetbal in 1990 tegen N.E.C.
De Boer won met Ajax onder meer de UEFA Champions League, de UEFA Cup, de wereldbeker en de UEFA Super Cup. Het sportieve hoogtepunt van zijn loopbaan was de winst van de UEFA Champions League in 1995, drie jaar na het winnen van de UEFA Cup. De Boer werd met Ajax vijf keer kampioen van Nederland, won twee keer de KNVB beker en drie keer de Nederlandse Supercup.
In de zomer van 1997 was het grootste deel van het team van '95 vertrokken naar het buitenland. De gebroeders De Boer behoorden tot de weinigen die nog steeds bij Ajax speelden. In het seizoen 1997/98 heroverde De Boer met een sterk gereviseerd Ajax onder leiding van Morten Olsen de Nederlandse landstitel. Eind 1998 kwamen de gebroeders De Boer in conflict met de clubleiding. Ze ontvingen een aanbod van FC Barcelona, waar ze hun salaris konden vervijfvoudigen. Ajax weigerde het tweetal te laten gaan en de arbitragecommissie stelde de club in het gelijk. Ajax liet ze vervolgens alsnog vertrekken.

### FC Barcelona
FC Barcelona werd de eerste buitenlandse club van de broers De Boer. Ze werden er herenigd met hun voormalige trainer bij Ajax, Louis van Gaal. Met een Nederlandse kern won de Catalaanse club de landstitel. De Boer bleef tot 2003 in Barcelona, om daarna te gaan spelen voor Galatasaray.
De Boer werd in 2001 op doping betrapt en vervolgens zes maanden geschorst wegens het gebruik van nandrolon, evenals Jaap Stam en Edgar Davids. De Boer bleef gebruik ontkennen en beweerde dat het middel in zijn lichaam was gekomen tijdens het insmeren van zijn dochter met een zalfje. Die had de dag ervoor een huidbacterie opgelopen na een zwempartijtje.

### Rangers
In 2004 ging De Boer spelen voor Rangers, waar op dat moment ook zijn broer Ronald voetbalde.

### Qatar
Na een half seizoen in Schotland vertrok De Boer samen met zijn broer naar Qatar. Daar wilden ze allebei hun loopbaan afsluiten. Ze speelden één seizoen voor Al-Rayyan. Medio 2005 vertrokken ze naar Al-Shamal, dat eveneens zijn domicilie heeft in Qatar. De Boer stopte in 2006 met voetbal.
Johan Cruijff nomineerde De Boer voor een verkiezing van spelers om opgenomen te worden in het Oranje van de Eeuw.

## Clubstatistieken
| Seizoen         | Club            |                    | Competitie              | Competitie | Competitie | Beker | Beker | Internationaal | Internationaal | Overig | Overig | Totaal | Totaal |
| Seizoen         | Club            | Wed.               | Competitie              | Dlp.       | Wed.       | Dlp.  | Wed.  | Dlp.           | Wed.           | Dlp.   | Wed.   | Dlp.   |        |
| --------------- | --------------- | ------------------ | ----------------------- | ---------- | ---------- | ----- | ----- | -------------- | -------------- | ------ | ------ | ------ | ------ |
| 1988/89         | Ajax            | Vlag van Nederland | Eredivisie              | 27         | 0          | 2     | 0     | 0              | 0              | —      | —      | 29     | 0      |
| 1989/90         | Ajax            | Vlag van Nederland | Eredivisie              | 25         | 0          | 3     | 0     | 1              | 0              | —      | —      | 29     | 0      |
| 1990/91         | Ajax            | Vlag van Nederland | Eredivisie              | 34         | 1          | 2     | 0     | —              | —              | —      | —      | 36     | 1      |
| 1991/92         | Ajax            | Vlag van Nederland | Eredivisie              | 30         | 1          | 3     | 0     | 12             | 0              | —      | —      | 45     | 1      |
| 1992/93         | Ajax            | Vlag van Nederland | Eredivisie              | 34         | 3          | 5     | 1     | 6              | 1              | —      | —      | 45     | 5      |
| 1993/94         | Ajax            | Vlag van Nederland | Eredivisie              | 34         | 1          | 4     | 2     | 6              | 1              | 1      | 1      | 45     | 5      |
| 1994/95         | Ajax            | Vlag van Nederland | Eredivisie              | 34         | 9          | 3     | 0     | 10             | 2              | 0      | 0      | 47     | 11     |
| 1995/96         | Ajax            | Vlag van Nederland | Eredivisie              | 32         | 3          | 2     | 0     | 12             | 1              | 1      | 0      | 47     | 4      |
| 1996/97         | Ajax            | Vlag van Nederland | Eredivisie              | 32         | 4          | 0     | 0     | 9              | 0              | 1      | 0      | 42     | 4      |
| 1997/98         | Ajax            | Vlag van Nederland | Eredivisie              | 31         | 5          | 5     | 2     | 8              | 2              | —      | —      | 44     | 9      |
| 1998/99         | Ajax            | Vlag van Nederland | Eredivisie              | 15         | 3          | 1     | 0     | 6              | 0              | 0      | 0      | 22     | 3      |
| Club totaal     | Club totaal     | Club totaal        | Club totaal             | 328        | 30         | 30    | 5     | 70             | 7              | 3      | 1      | 431    | 43     |
| 1998/99         | FC Barcelona    | Vlag van Spanje    | Primera División        | 19         | 2          | 4     | 2     | 0              | 0              | 0      | 0      | 23     | 4      |
| 1999/00         | FC Barcelona    | Vlag van Spanje    | Primera División        | 22         | 0          | 7     | 0     | 12             | 2              | 2      | 0      | 43     | 2      |
| 2000/01         | FC Barcelona    | Vlag van Spanje    | Primera División        | 34         | 3          | 7     | 1     | 11             | 1              | —      | —      | 52     | 5      |
| 2001/02         | FC Barcelona    | Vlag van Spanje    | Primera División        | 34         | 0          | 0     | 0     | 13             | 0              | —      | —      | 47     | 0      |
| 2002/03         | FC Barcelona    | Vlag van Spanje    | Primera División        | 35         | 0          | 1     | 0     | 14             | 3              | —      | —      | 50     | 3      |
| Club totaal     | Club totaal     | Club totaal        | Club totaal             | 144        | 5          | 19    | 3     | 50             | 6              | 2      | 0      | 215    | 14     |
| 2003/04         | Galatasaray     | Vlag van Turkije   | Süper Lig               | 15         | 1          | 0     | 0     | 8              | 0              | —      | —      | 23     | 1      |
| Club totaal     | Club totaal     | Club totaal        | Club totaal             | 15         | 1          | 0     | 0     | 8              | 0              | 0      | 0      | 23     | 1      |
| 2003/04         | Rangers         | Vlag van Schotland | Scottish Premier League | 15         | 2          | 2     | 0     | 0              | 0              | —      | —      | 17     | 2      |
| Club totaal     | Club totaal     | Club totaal        | Club totaal             | 15         | 2          | 2     | 0     | 0              | 0              | 0      | 0      | 17     | 2      |
| 2004/05         | Al-Rayyan       | Vlag van Qatar     | Qatari League           | 16         | 5          | 0     | 0     | —              | —              | —      | —      | 16     | 5      |
| Club totaal     | Club totaal     | Club totaal        | Club totaal             | 16         | 5          | 0     | 0     | 0              | 0              | 0      | 0      | 16     | 5      |
| 2005/06         | Al-Shamal       | Vlag van Qatar     | Qatari League           | 1          | 0          | 0     | 0     | —              | —              | —      | —      | 1      | 0      |
| Club totaal     | Club totaal     | Club totaal        | Club totaal             | 1          | 0          | 0     | 0     | 0              | 0              | 0      | 0      | 1      | 0      |
| Carrière totaal | Carrière totaal | Carrière totaal    | Carrière totaal         | 519        | 43         | 51    | 8     | 128            | 13             | 5      | 1      | 703    | 65     |

## Interlandcarrière
De Boer debuteerde op 26 september 1990 tegen Italië in het Nederlands elftal. Op 29 maart 2003 speelde hij in het EK-kwalificatieduel tegen Tsjechië zijn honderdste interland. Tijdens het Europees kampioenschap voetbal 2004 in Portugal speelde hij zijn 112de en laatste interland. Hij stond 105 keer in de basis.

## Loopbaan als trainer

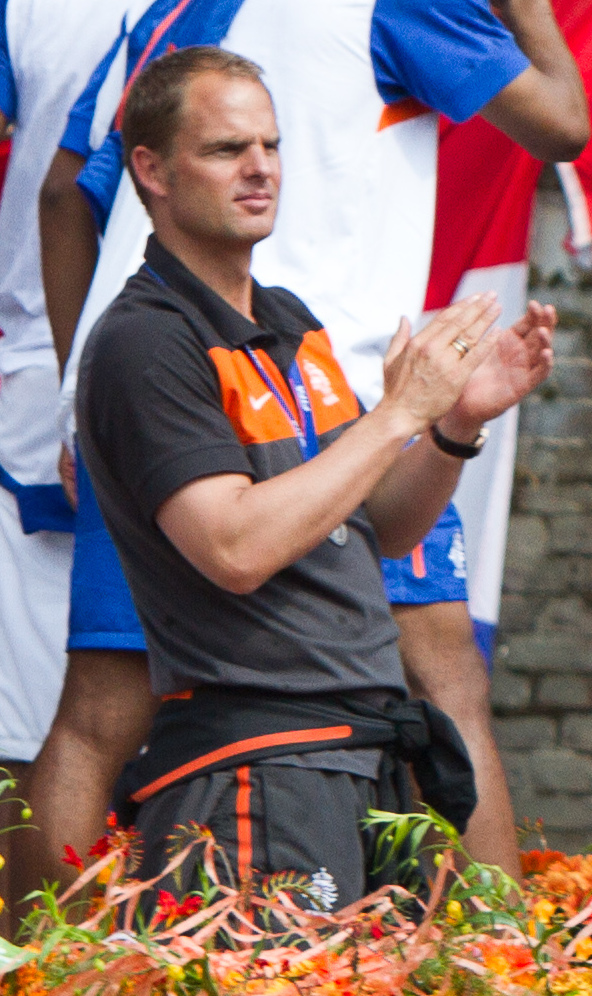
De Boer als assistent-bondscoach tijdens de huldiging, vlak na de verloren WK-finale in 2010.

Na zijn actieve spelerscarrière volgde De Boer samen met verschillende andere oud-profvoetballers de cursus Coach Betaald Voetbal. Op 2 juni 2007 behaalde hij zijn trainersdiploma, waarmee hij de bevoegdheid verkreeg om clubs in het betaalde voetbal te trainen. De Boer was tot 6 december 2010 jeugdtrainer bij Ajax A1 en tegelijkertijd samen met Phillip Cocu assistent-bondscoach van Bert van Marwijk bij het Nederlands voetbalelftal.
De Boer werkte tijdens zijn loopbaan als speler en trainer samen met voetbaltrainers als Louis van Gaal, Guus Hiddink en Bert van Marwijk. Hij voerde regelmatig discussies met Johan Cruijff. "Ik heb altijd geprobeerd om mezelf in de schoenen van trainers te zetten waarmee ik ook gewerkt heb. (...) Ik probeer van iedereen wat over te nemen", aldus De Boer in een interview. Voetbalkenners roemen de kwaliteiten van de beginnende trainer.

### AFC Ajax
De Boer wilde zijn trainersloopbaan geleidelijk opbouwen en begon als jeugdtrainer bij Ajax. Op 6 december 2010 werd hij interim-hoofdtrainer van de hoofdmacht van Ajax, na het vertrek van Martin Jol. De eerste officiële wedstrijd onder zijn leiding werd met 0-2 gewonnen uit bij AC Milan. Het was de laatste wedstrijd in de groepsfase van de Champions League dat seizoen. Ajax eindigde als derde in de poule achter Real Madrid en AC Milan, maar voor AJ Auxerre. Enkele weken later tekende De Boer een contract voor 3,5 jaar als hoofdcoach van Ajax.
In het seizoen 2010/11 werd de ranglijst in de Eredivisie vrijwel het gehele seizoen aangevoerd door FC Twente en PSV. De Boer knokte zich na zijn aanstelling met Ajax terug in de titelrace. Op de laatste speeldag van het seizoen was een rechtstreeks duel met FC Twente beslissend voor wie er kampioen van Nederland werd. Bij winst zou dat Ajax zijn, bij verlies of gelijkspel Twente. Na zes jaar zonder landstitel, won de Amsterdamse club op de 41e verjaardag van De Boer het Nederlands landskampioenschap. Ze versloeg FC Twente in de eigen Amsterdam Arena met 3-1. Hiermee werd De Boer na Rinus Michels en Ronald Koeman de derde die als speler én als trainer kampioen werd met de Amsterdamse club. Ook bereikte hij dat seizoen met Ajax de bekerfinale. Hierin versloeg FC Twente de Amsterdammers na verlenging met 3-2.
In het seizoen 2011/12 werd Ajax wederom kampioen van Nederland, voor de 31e keer in haar geschiedenis. Dit was de tweede titel onder het bewind van De Boer. Op woensdag 2 mei 2012 versloeg Ajax thuis voor eigen publiek VVV Venlo met 2-0. Ajax maakte tijdens het seizoen een achterstand van dertien punten goed, had bijna heel het jaar met blessures van bepalende basisspelers te kampen en had met de nodige bestuurlijke chaos te maken. De laatste keer dat Ajax een titel prolongeerde was in 1996, onder Louis van Gaal. De Boer was de tweede Ajacied die als speler én als trainer de titel prolongeerde. De enige die hem voorging was Rinus Michels.
Onder leiding van De Boer werd Ajax ook voor de derde en vierde maal op rij landskampioen, in de seizoenen 2012/13 en 2013/14. In 2012/13 werd Ajax kampioen tijdens een thuiswedstrijd tegen Willem II, dat met 5-0 werd verslagen. Op zondag 27 april 2014 speelde Ajax tegen Heracles in Almelo met 1-1 gelijk, waarmee de vierde titel op rij een feit werd. Met vier achtereenvolgende landskampioenschappen was De Boer de eerste die viermaal op rij kampioen van de Eredivisie werd als coach. Eerder werden Rinus Michels (Ajax), Louis van Gaal (Ajax) en Guus Hiddink (PSV) driemaal op rij kampioen. In het seizoen 2014/2015 werd hij met Ajax tweede in de Eredivisie, zeventien punten achter PSV. Een seizoen later stond hij met Ajax voor aanvang van de laatste speelronde op gelijke hoogte met PSV, maar met een doelsaldo dat zes doelpunten gunstiger was. Ajax speelde vervolgens met 1-1 gelijk tegen De Graafschap, waardoor het wel winnende PSV alsnog de tweede titel op rij won. Ondanks zijn contract bij Ajax tot het einde van het seizoen 2016/17 deelde De Boer op 12 mei 2016 aan de directie van Ajax mee dat hij zijn verbintenis niet uit wilde dienen. Hij kreeg vervolgens toestemming voor een vertrek.

### Internazionale
Op 9 augustus 2016, een dag na het vertrek van Roberto Mancini, tekende De Boer een driejarig contract bij Internazionale. Hij werd hier op 1 november 2016 ontslagen vanwege tegenvallende resultaten. Internazionale stond op dat moment twaalfde in de Serie A, met veertien punten uit elf wedstrijden. Zijn opvolger was Stefano Pioli.

### Crystal Palace
Op 26 juni 2017 tekende De Boer een driejarig contract bij Crystal Palace. De club uit Zuid-Londen was in het seizoen 2016/17 als veertiende geëindigd in de Premier League. De Boer trad aan als opvolger van Sam Allardyce, die uit eigen beweging was opgestapt als hoofdcoach van Crystal Palace. Tijdens zijn perspresentatie toonde de Nederlandse coach zich optimistisch over de toekomstperspectieven van The Eagles.

Ik heb een heel goed gevoel bij deze club. Alle voorwaarden zijn aanwezig om een stabiele middenmoter te worden, die weg moet kunnen blijven bij de degradatieplaatsen.

De Boer verloor in de eerste vier speelronden van het seizoen seizoen 2017/18 met Crystal Palace van achtereenvolgens Huddersfield Town (0–3), Liverpool (1–0), Swansea City (0–2) en Burnley (1–0). De club gaf hem op 11 september 2017 vervolgens na 77 dagen zijn ontslag. Een dag later stelde de clubleiding oudgediende Roy Hodgson aan als zijn vervanger. Nadat De Boer begin 2018 als voetbalcommentator kritiek had gegeven op José Mourinho, reageerde deze door De Boer de slechtste trainer uit de geschiedenis van de Premier League te noemen.

### Atlanta United
Op 23 december 2018 tekende De Boer een meerjarig contract bij Atlanta United. Hij won daar de Campeones Cup en de US Open Cup. De Boer vertrok bij Atlanta United op 24 juli 2020, omdat het clubbestuur geen stijgende lijn meer zag in het spel van Atlanta United.

### Nederlands elftal
Op 23 september 2020 werd De Boer aangesteld als bondscoach van het Nederlands elftal. Hij volgde daarmee Ronald Koeman op, die naar FC Barcelona vertrok. De Boer tekende een contract tot het einde van 2022.
Op 7 oktober dat jaar maakte hij zijn debuut als bondscoach, in een oefeninterland tegen Mexico. De wedstrijd werd in de Johan Cruyff ArenA met 0–1 verloren. Zijn derde interland, die zeven dagen later in UEFA Nations League in het Stadio Atleti Azzurri d'Italia tegen  Italië werd gespeeld, eindigde in 1–1. Na vier interlands, waarin driemaal gelijk werd gespeeld en eenmaal werd verloren, won De Boer op 15 november 2020 tijdens nog steeds de UEFA Nations League thuis met 3–1 van Bosnië en Herzegovina.
Onder De Boer kwam Nederland in het Europees Kampioenschap 2020 (dat werd gespeeld in 2021 door de coronacrisis) niet verder dan de achtste finale, waar op 27 juni met 0-2 werd verloren van Tsjechië. Twee dagen later nam hij ontslag. Met de KNVB was hij bij het aangaan van zijn contract overeengekomen dat Nederland minimaal de kwartfinale moest zien te bereiken. De KNVB liet weten dat nu hij dat niet gehaald had, de bond sowieso afscheid van hem zou hebben genomen.

### Overzicht
| Periode   | Club              | Competitie                                                                                                  | Functie              |
| --------- | ----------------- | --- | -------------------- |
| 2006–2010 | Ajax              | | Jeugdtrainer         |
| 2008–2010 | Nederlands elftal | | Assistent-bondscoach |
| 2010–2016 | Ajax              | Eredivisie                                                                                                  | Hoofdtrainer         |
| 2016      | Internazionale    | Serie A | Hoofdtrainer         |
| 2017      | Crystal Palace    | Premier League                                                                                              | Hoofdtrainer         |
| 2019–2020 | Atlanta United    | Major League Soccer                                                                                         | Hoofdtrainer         |
| 2020–2021 | Nederlands elftal | UEFA Nations League, EK-kwalificatie, WK-kwalificatie, oefeninterlands, Europees kampioenschap voetbal 2020 | Bondscoach           |
| 2023      | Al-Jazira         | | Hoofdtrainer         |

## Erelijst
Als speler
 Ajax
- Intercontinental Cup: 1995
- UEFA Champions League: 1994/95
- UEFA Super Cup: 1995
- UEFA Cup: 1991/92
- Eredivisie: 1989/90, 1993/94, 1994/95, 1995/96, 1997/98
- KNVB beker: 1992/93, 1997/98
- Nederlandse Supercup: 1993, 1994, 1995

 FC Barcelona
- Primera División: 1998/99

 Al-Rayyan
- Emir of Qatar Cup: 2005

Individueel als speler
- ESM Team van het Jaar: 1995/96
- FIFA WK All-Star Team: 1998
- UEFA EK Team van het Toernooi: 2000
- Golden Foot: 2016, als voetballegende
- Ajax Club van Honderd 1988-1999, 329 weken

Als trainer
 Ajax
- Eredivisie: 2010/11, 2011/12, 2012/13, 2013/14
- Johan Cruijff Schaal: 2013

 Atlanta United
- Campeones Cup: 2019
- Lamar Hunt US Open Cup: 2019

Individueel als trainer
- Amsterdams Trainer van het Jaar (De Fanny): 2012
- Rinus Michels Award: 2013, 2014
- Frans Banninck Cocqpenning: 2014
- JFK's Greatest Man Award: 2013

## Privé
De Boer is getrouwd en heeft drie dochters. Door de behandeling van een virus is een van zijn ogen beschadigd: de iris van zijn linkeroog is verkleefd, waardoor de pupil niet meer groter of kleiner wordt en het daardoor lijkt alsof hij twee verschillende kleuren ogen heeft.

## Trivia
- In november 2011 kreeg hij een onderscheiding van de UEFA voor het spelen van ten minste 100 interlands.[20]
- De Boer is de enige trainer die in de Nederlandse Eredivisie vier opeenvolgende landstitels won.
- In 2024 deed De Boer samen met zijn broer Ronald mee aan het televisieprogramma Het Jachtseizoen. Ze wonnen van Stuk TV.